# Zabro
Zabro ist eine Sagengestalt, die im 13. Jahrhundert in der Gegend um Rattelsdorf im heutigen Landkreis Bamberg gelebt haben soll.
Zabro wird beschrieben als Mann von kleinem Wuchs mit dickem Kopf und langem Bart.

## Die Sage vom Zwerg von Freudeneck
Der Ritter Kunemund von Giech mit seinen Helfern Ritter Gottfried von Helfenroth und Ritter Kunz von Freudeneck versetzten die Lande mit ihren gewalttätigen Rauben und Plünderungen in Angst und Schrecken.
Zabro war der gemeinsame Diener von Gottfried und Kunz. Zu seinen Diensten gehörte auch das Auskundschaften von Objekten für die Raubzüge, die dann von den drei Raubrittern ausgeführt wurden.
In der Sage gelang es dem listigen und hinterlistigen Zabro durch geschickte Falschinformationen und Intrigenspiel, die Raubritter dazu zu bringen, sich gegenseitig zu ermorden. Nachdem am Ende auch Kunemund umgebracht wurde, kehrte wieder Ruhe in die Gegend ein. Die geraubten Schätze wurden in geheimen Kellern verborgen, die bis heute nicht gefunden werden konnten und vom Geist des Zabro bewacht werden.